# František Schustler
František Xaver Miloslav Schustler (22. července 1893 Žižkov – 25. února 1925 Praha) byl český botanik, profesor Univerzity Karlovy a adjunkt zemského muzea. Zabýval se rostlinnou ekologií a morfologií. Byl jedním ze zakladatelů československé geobotaniky. Usiloval o zřízení Krkonošského národního parku, jehož vyhlášení se ale nedočkal.
František Schustler se narodil v čp. 740 na Žižkově jako syn Kajetána Schustlera, správce továrny původem z Humpolce, a jeho manželky Ludmily, rozené Erbenové z Blatné. Vystudoval žižkovské gymnázium, maturoval 12. 7. 1912. O přírodní vědy, zejména botaniku, se zajímal již na střední škole. Po maturitě vystudoval Fiozofickou fakultu Karlo-Ferdinandovy Univerzity v Praze, kde v říjnu 1916 obhájil doktorát z botaniky a zoologie a byl promován na doktora přírodních věd. Již během univerzitních studií od roku 1914 pracoval  v historickém oddělení Národního muzea, kde se stal roku 1919 adjunktem. Na jaře téhož roku byl přijat na Univerzitu Karlovu jako docent soustavné botaniky se specializací na rostlinnou geografii. Jejím mimořádným profesorem byl jmenován 22. 12. 1924. Od roku 1922 přednášel František Schustler také na pražské Vysoké škole zemědělského a lesního inženýrství při ČVUT.
Dne 17. srpna 1920 si vzal lékařku a spisovatelku Annu Matouškovou. Byl také milovníkem hudby a vynikajícím klavíristou. Plynně ovládal kromě češtiny a němčiny také francouzštinu a angličtinu. V prvních dnech roku 1925 se nakazil (údajně snad ze sklenice mléka) střevním tyfem. Zemřel 25. února 1925.
Na počátku 20. let byl vyzvántehdejším Ministerstvem školství a národní osvěty k vytvoření návrhu na zřízení velkoplošného chráněného území v Krkonoších. V roce 1922 dokončil Schustler rukopisný návrh Národní park krkonošský od Rýchor pod západní konec Jizerských hor, který předložil ministerstvu v dubnu 1923. Originál návrhu je nezvěstný od 27. 5. 1940, kdy byl Ministerstvem školství a národní osvěty předán archivu německého říského ministerstva vnitra. V současné době není známo, zda byl na konci druhé světové války zničen, či se v německých archivech stále nachází.
Po Františku Schustlerovi nese v Krkonoších jméno např. botanická lokalita Schustlerova zahrádka na severním okraji Pančavské jámy v Labském dole, či lavinová dráha (v lavinovém katastru Krkonoš č. 28) Schustlerův žlab.

## Dílo
- Krkonoše. Rostlinozeměpisná (fytogeografická) studie, Praha 1918. Tiskem Dra Ed. Grégra a syna v Praze (dostupné online)
- Xerotermní květena ve vývoji vegetace české - studie rostlinnogeografická, Praha 1918, habilitační práce
- Hořce republiky československé; připraveno k tisku, leč nikdy nevydáno
- Otázka  ekvivalence rostlinných společenstev na horní hranici lesa v horách střední Evropy, 1924, vydáno ve francouzštině